# Франция (фильм, 2007)
«Франция» (фр. La France) — французская кинодрама режиссёра Сержа Бозона, вышедший на экраны в 2007 году. Главные роли исполнили Сильви Тестю и Паскаль Греггори. В том же году она получилa приз Жана Виго за лучший художественный фильм.

## Сюжет
Во время Первой мировой войны Камилла (Сильви Тестю), молодая женщина, муж которой сражается на фронте, получает от него короткое письмо о разрыве отношений. Подавленная горем, она решает во что бы то ни стало добраться до него и выяснить всё при личной встрече. Однако военные ограничения запрещают женщине передвигаться на большие расстояния в одиночестве. Камилла не находит иного выхода, как переодеться мужчиной и присоединиться к отряду солдат, оказавшихся дезертирами с фронта.

## В ролях
- Сильви Тестю — Камилла
- Паскаль Греггори — лейтенант
- Гийом Вердье — младший
- Франсуа Негре — Жак
- Лоран Талон — Антуан
- Пьер Леон — Альфред
- Бенжамен Эсдраффо — Питер
- Дидье Брис — Жан
- Лоран Лакотт — Фредерик
- Жан-Кристоф Буве — Элиас
- Гийом Депардье — Франсуа Робен

## Восприятие
Фильм имеет рейтинг одобрения 94 % на основе 16 рецензий на сайте-агрегаторе рецензий Rotten Tomatoes со средней оценкой 7,38 из 10.
Американский киновед Тим Палмер утверждает, что этот фильм является примером современного французского поп-арта, в котором мейнстримовые или традиционные материалы (в данном случае фильм о войне, который сам Бозон назвал в интервью последним оставшимся классическим жанром во Франции сегодня) смешаны и гибридизированы с интеллектуальными и эзотерическими замыслами (например, стилизованные брехтовские приёмы отчуждения, намеренные трещины и нестыковки в логике повествования). Дмитрий Ранцев высоко оценил работу Бозона, посчитав фильм удивительным и наполненным небанальными смыслами. Роджер Эберт в своей рецензии оценил «Францию» на 2,5 балла из пяти, резюмируя: «Конечно, это изобретательно и нетрадиционно, и я благодарю Бозона за его смелость, но лично меня это не убедило».